# Moskalivșciîna (Ielîseienkove), Sumî
Moskalivșciîna (în ucraineană Москалівщина) este un sat în comuna Ielîseienkove din raionul Sumî, regiunea Sumî, Ucraina.

## Demografie
Componența lingvistică a localității Moskalivșciîna
     Ucraineană (100%)
Conform recensământului din 2001, toată populația localității Moskalivșciîna era vorbitoare de ucraineană (100%).